# Menophra subplagiata
Menophra subplagiata är en fjärilsart som beskrevs av Walker 1860. Menophra subplagiata ingår i släktet Menophra och familjen mätare. Inga underarter finns listade i Catalogue of Life.